# Hyposmocoma canella
Hyposmocoma canella là một loài bướm đêm thuộc họ Cosmopterigidae. Nó là loài đặc hữu của Kauai, Oahu, Molokai và Hawaii.
Ấu trùng có lẽ ăn địa y. Ấu trùng xây tổ và có tổ nằm trên đá.